# Iglesia de Santa María del Azogue (Benavente)
La iglesia de Santa María del Azogue o la Mayor se encuentra situada en la ciudad de Benavente, en la provincia de Zamora, España.

## Características

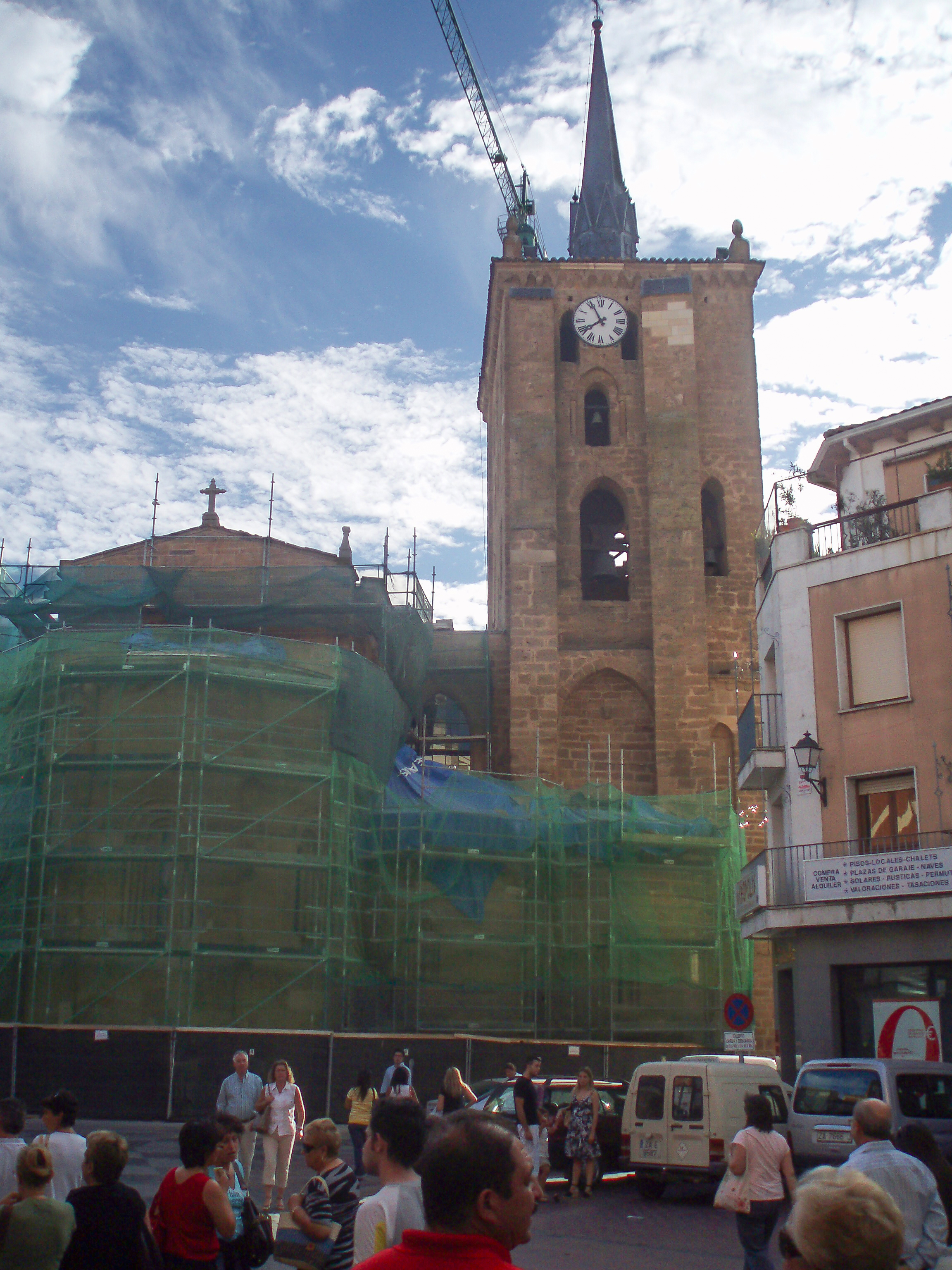
Foto de 2009, se observa la aguja chapitel de pizarra

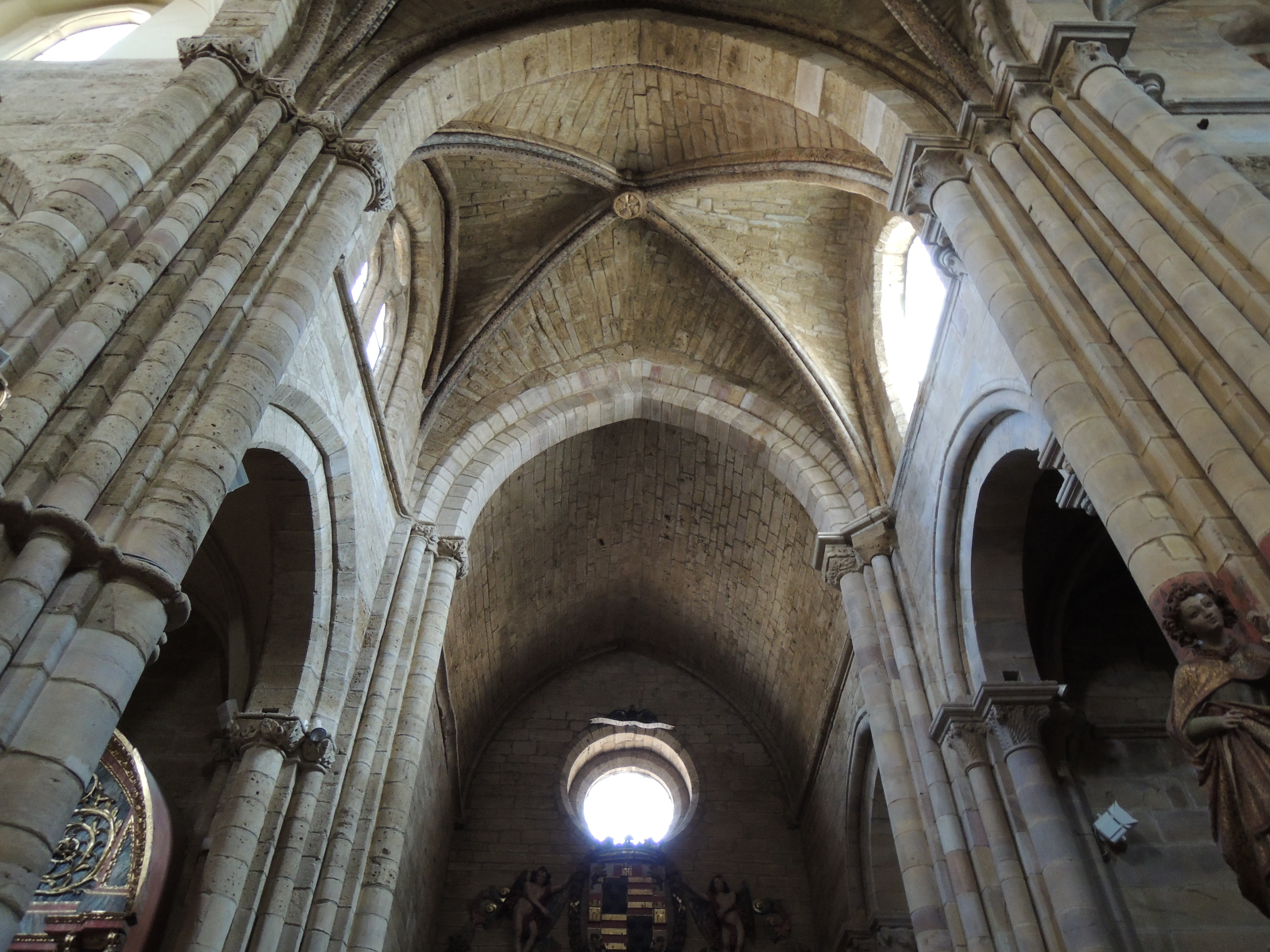
Interior del templo

Situada en el centro de la ciudad de Benavente, es considerada como uno de sus principales monumentos artísticos. Su construcción, iniciada hacia el 1180, época en que esta ciudad fue repoblada por Fernando II de León, es considerada como contemporánea de la iglesia de San Juan del Mercado en la misma villa.
Iniciada en el estilo románico, permaneció buen tiempo inconclusa hasta el impulso restaurador en tiempos de Sancho IV, en el último cuarto del siglo XIII. En el siglo XVI, el templo recibiría las bóvedas de crucería gótica de la nave central, obra costeada por los condes de la villa, cuyas armas heráldicas se adosan en lo alto. en el 1735 se levantó la portada de los pies en sustitución de otra del siglo XII.
La iglesia cuenta con cuatro capillas (destacar la Capilla de Jesús de Nazareno) y una Sacristía, que antiguamente era una capilla más de la iglesia.
Las portadas del crucero son variadas. La norte con decoración vegetal y la sur, vegetal y figurativa.
La torre es de planta cuadrada, en la que antiguamente había un reloj sobre la torre y no en ella como ahora, del que se decía que sus toques se oían en toda la comarca, llegando su fama a recogerse en un refrán popular: Remata la poderosa torre una aguja chapitel de pizarra.
La iglesia fue restaurada entre los años 1981 y 1982 por el arquitecto madrileño Fernando Higueras, conservándose sin añadidos de ningún tipo.

Campanas las de Toledo,

catedral la de León,

reloj el de Benavente,

y rollo el de Villalón.

La iglesia guarda en el interior varias muestras escultóricas, la más interesante la anunciación, consta del ángel Gabriel y la Virgen que está embarazada y al mediodía el sol le da en la barriga, parece ser obra gótica del siglo XIII. 
También se encuentra en el interior la patrona de la ciudad, la Virgen de la Vega.

### Planta
La iglesia es de planta de cruz latina, de tres naves de cuatro tramos con contrafuertes de refuerzo y crucero que sobrepasa la nave. La cabecera lleva cinco ábsides, disminuyendo el tamaño del central a los últimos. Los pilares, aunque variados, de planta cruciforme.
Destaca el elevado número de marcas de cantero tanto en el exterior como en el interior del templo, aprox. 1778 de 140 tipos diferentes, algunos poco frecuentes.
|                                   |
| Marcas en el exterior del templo. |

|                                   |
| Marcas en el interior del templo. |